# Stanisław Bukowiecki

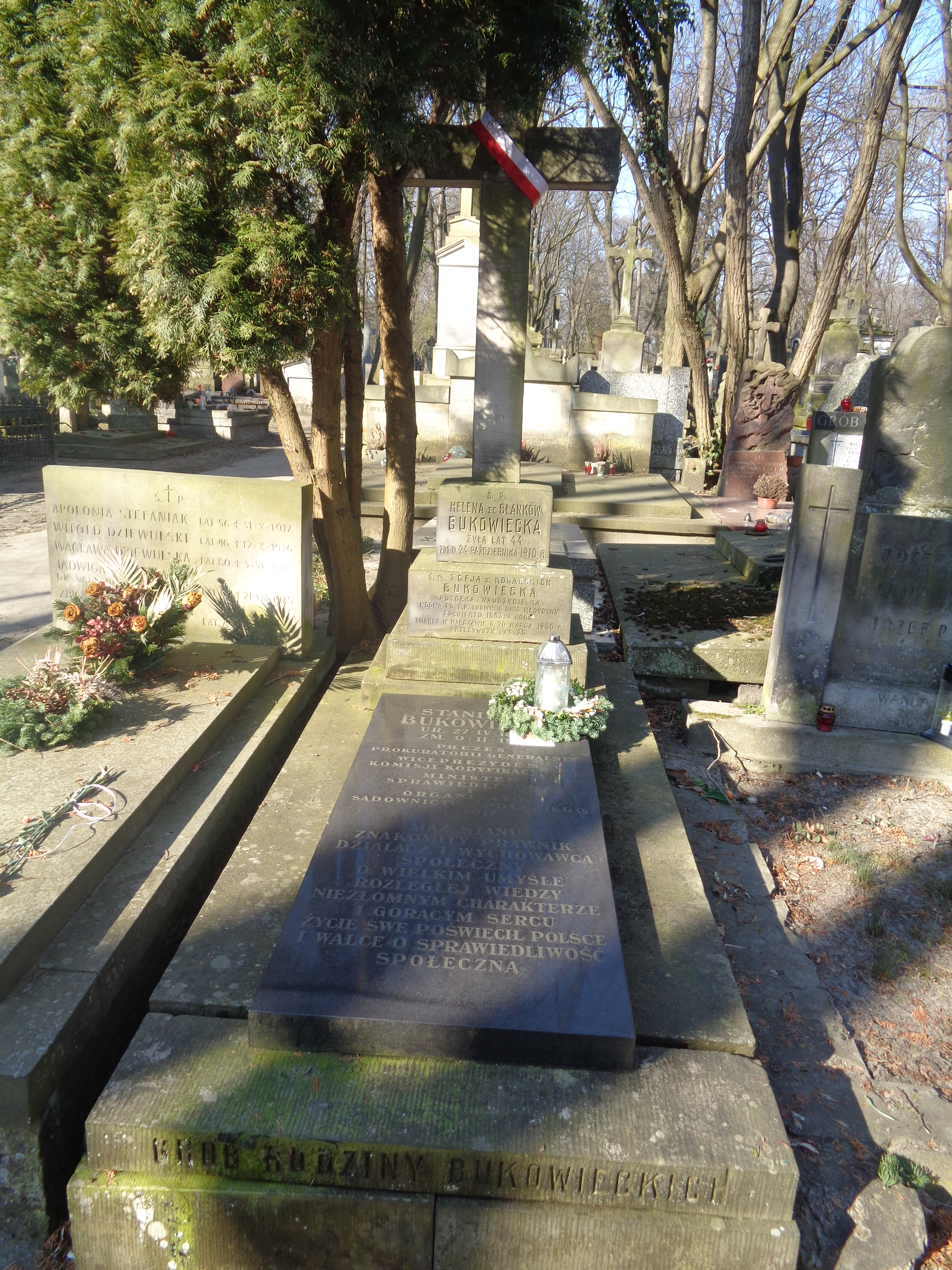
Nagrobek Stanisława Bukowieckiego na cmentarzu Powązkowskim

Stanisław Bukowiecki (ur. 27 kwietnia 1867 we Włonicach, zm. 9 lutego 1944 w Warszawie) – polski adwokat, ekonomista, publicysta, działacz polityczny i społeczny, współzałożyciel Związku Młodzieży Polskiej „Zet”, minister sprawiedliwości w latach 1917–1918, prezes Prokuratorii Generalnej RP w latach 1919–1939, współzałożyciel Związku „Wolność i Lud” (późniejszego Związku Syndykalistów Polskich) w okresie okupacji niemieckiej, wolnomularz.

## Życiorys
Studiował prawo na Uniwersytecie Warszawskim, a następnie na uniwersytecie w Heidelbergu, uzyskując tytuł doktora praw. W 1887 był jednym z założycieli Związku Młodzieży Polskiej „Zet”. Powrócił do Warszawy, gdzie odbył aplikację sądową i adwokacką. Wkrótce z powodu choroby oczu stracił wzrok. Pomimo tego dostał pracę syndyka zakładów przemysłowych w Starachowicach. Był członkiem Ligi Narodowej. Wykładowca ekonomii politycznej na Wydziale Humanistycznym Towarzystwa Kursów Naukowych w Warszawie (1906–1909, 1914–1915). Stanisław Bukowiecki był członkiem założycielem zarejestrowanego w 1911 Towarzystwa Opieki nad Ociemniałymi, dla którego już rok wcześniej opracował statut.  
W 1916 został dyrektorem Departamentu Sprawiedliwości w Tymczasowej Radzie Stanu, a – po powołaniu w 1917 Rady Regencyjnej – ministrem sprawiedliwości w rządzie Jana Kucharzewskiego (w okresie od 7 grudnia 1917 do 27 lutego 1918). Był to wyraz uznania dla jego zdolności i zaangażowania w sprawę odzyskania niepodległości Polski. Reprezentował pogląd, że konieczne jest wyszkolenie kadr polskich urzędników i sędziów. Stał się twórcą polskiego sądownictwa i prokuratury. Za jego rządów zbudowano podstawy i zasady humanitarnego więziennictwa, uporządkowano i zharmonizowano działanie potrójnego ustawodawstwa, obowiązującego w trzech różnych zaborach. Starał się wpoić sędziom i prokuratorom poczucie obowiązkowości oraz bezwzględnej bezstronności i sprawiedliwości w wydawaniu wyroków i zarządzeń. Zwalczał także panującą częściowo w Ministerstwie Sprawiedliwości tendencję niedopuszczania Żydów do stanowisk sędziowskich.
Pod koniec 1918 otrzymał zadanie stworzenia Prokuratorii Generalnej RP, czyli urzędu, którego zadaniem była reprezentacja procesowa i obrona interesów Skarbu Państwa. Był jej prezesem aż do agresji III Rzeszy i ZSRR na Polskę. Założył oddziały Prokuratorii we wszystkich siedzibach sądów apelacyjnych oraz w Gdańsku. Dekretem Naczelnika Państwa z 29 grudnia 1921 został odznaczony orderem „Odrodzenia Polski" klasy II „w uznaniu zasług, położonych przy wskrzeszaniu sądownictwa polskiego". Startował w wyborach do Sejmu w 1922 z Unii Narodowo-Państwowej.
Jednocześnie od 1923 sprawował funkcję wiceprezesa Komisji Kodyfikacyjnej, której zadaniem było stworzenie jednolitych dla całej Polski kodeksów: cywilnego, karnego, handlowego, wekslowego oraz postępowania cywilnego i karnego. Podczas okupacji niemieckiej, w październiku 1939 w Warszawie był jednym ze współzałożycieli Związku „Wolność i Lud”, czyli późniejszego Związku Syndykalistów Polskich, w którego działalność konspiracyjną angażował się aż do śmierci.
Po napaści w 1939 Niemiec na Polskę pomagał w przeżyciu Szymonowi Rundsteinowi i jego rodzinie.
Zmarł zimą 1944, został pochowany na cmentarzu Powązkowskim (kwatera J-1-30).
Jego głównymi pracami były:
- O dzielnicowości w Polsce współczesnej (1921)
- Polityka Polski Niepodległej (1922)

## Ordery i odznaczenia
- Krzyż Komandorski z Gwiazdą Orderu Odrodzenia Polski (29 grudnia 1921)[10][6]
- Krzyż Niepodległości (12 marca 1931)[11]
- Złoty Krzyż Zasługi (dwukrotnie: 9 listopada 1931[12], 11 listopada 1937[13])

## Wybrane prace
- Dzielnicowość w Polsce współczesnej, Warszawa 1921
- Polityka Polski niepodległej. Szkic programu, Warszawa 1922
- Naczelne kierunki ustawy 3 Maja a Konstytucja obowiązująca, Kraków 1924
- Polska współczesna, Cz. 3 Szkic ustroju państwowego, Warszawa 1927
- Przed rewizją konstytucji, Warszawa 1928